# Dessislawa Welitschkowa
Dessislawa Welitschkowa (bulgarisch Десислава Величкова, englische Transkription: Dessislava Velitchkova; * 22. Dezember 1972) ist eine ehemalige bulgarische Volleyballspielerin.

## Karriere
Welitschkowa spielte von 1997 bis 2002 beim deutschen Bundesligisten Schweriner SC, mit dem sie viermal Deutscher Meister und einmal DVV-Pokalsieger wurde. 2003/04 war die Zuspielerin in der italienischen Serie A1 bei Pallavolo Reggio Emilia aktiv.
Mit der bulgarischen Nationalmannschaft belegte Welitschkowa 1998 bei der Weltmeisterschaft in Japan Platz zehn und 2001 bei der Europameisterschaft im eigenen Land Platz drei.